# Polina Gagarina
Polina Sergejevna Gagarina (rusko: Поли́на Серге́евна Гага́рина, IPA: [pɐˈlʲinə sʲɪrˈɡʲe(j)ɪvnə ɡɐˈɡarʲɪnə]), ruska pevka, tekstopiska in igralka, * 27. marec 1987, Moskva, Rusija.
Rusijo je zastopala na Evroviziji 2015 s pesmijo "A Milion Voices", kjer je zasedla drugo mesto s 303 točkami ter s tem postala prva drugouvrščena na Evroviziji, ki je presegla mejnik 300 točk.

## Zgodnje življenje
Polina Gagarina se je rodila v Moskvi 27. marca 1987, vendar je večino časa preživela v Grčiji. Njena mama je bila balerina. Leta 1993 ji je umrl oče, zato sta se z mamo odločili, da se bosta preselili nazaj v Rusijo, vendar sta se kmalu vrnili v Grčijo ter se naselili v Atenah. Polina se je po končanem izobraževanju preselila k svoji babici v Saratov. Tekoče govori rusko, grško in angleško.

## Kariera

### 2003-2007: Poprosi u oblakov
Leta 2003 je Gagarina tekmovala v drugi sezoni ruskega oddaje Star Factory. V oddaje je izvajala veliko pesmi od Maksima Fadejeva ter v šovu zmagala. Po zmagi jo je k sodelovanju povabil Maksim, vendar je sodelovanje zavrnila, povabili so jo tudi v skupino Playgirls. S skupino je prejela pogodbo o snemanju z glasbeno založbo ARS Records, vendar se je skupina na koncu razšla. Leta 2005 je nastopila na tekmovanju New Wave v Jūrmali v Latviji in se uvrstila na tretje mesto. Njen glasbeni prvenec je bil Poprosi u oblakov, ki je izšel leta 2007.

### 2008-2012: O sebe
Leta 2008 je Gagarina v duetu z rusko pevko Irino Dubcovo izdala pesem "Komu, začem?". Marca 2010 je izšel njen drugi studijski album O sebe. Leta 2012 je Gagarina začela sodelovati z rusko-gruzijskim producentom Konstantinom Meladzejem.

### 2015-2016: Pesem Evrovizije in 9
9. marca 2015 je bilo razglašeno, da bo Gagarina predstavljala Rusijo na Pesmi Evrovizije 2015 s pesmijo "A Million Voices". Gagarina je nastopila v prvem polfinalu, kjer je se uvrstila na prvo mesto z 182 točkami. V finalu je končala kot druga s 303 točkami. Bila je četrta glasbenica v zgodovini in prva nezmagovalka, ki je presegla 300 točk. 25. julija 2015 je Gagarina izvedela, da bo pesem ''A Milion Voices" predvajana za zaključek žreba kvalifikacij za svetovno prvenstvo FIFA 2018 v Sankt Peterburgu. Septembra 2016 je izšel njen tretji studijski album 9, ki se je uvrstil na prvo mesto ruske lestvice iTunes.

### 2019-danes
1. februarja 2019 je prišla v javnost novica, da bo Gagarina sodelovala na kitajskem resničnostnem tekmovanju Singer 2019. V šov je vstopila četrti teden kot nadomestna pevka. Leta 2021 je skupaj z zmagovalcem Evrovizije 2015 Månsom Zelmerlöwom posnela uradno pesem "Circles and Squares" za svetovno prvenstvo v umetnostnem drsanju leta 2021. Pesem je izšla 21. februarja 2021. Na tekmovanju za pesem Evrovizije 2021 je bila v finalu podeljevalka točk ruske žirije.

## Osebno življenje
25. avgusta 2007 se je Gagarina poročila z ruskim igralcem Petrom Kislovom. 14. oktobra 2007 se jima je rodil sin Andrej. S Petrom sta se ločila 31. marca 2010. 9. septembra 2014 se je poročila s fotografom Dmitrijem Išakovom. Aprila 2017 se jima je rodila hči Mija.

## Diskografija
- Poprusi u oblakov
- O sebe
- 9

### Pesmi
- 2005 – Kolybel'naja
- 2006 – Ja tvoja
- 2007 – Ja tebja ne prošču nikogda
- 2007 – Ljubov' pod solncem
- 2008 – Gde-to živët ljubov
- 2008 – Komu, začem? (con Irina Dubcova)
- 2009 – Propadi vsë
- 2010 – Ja obeščaju
- 2011 – Oskolki
- 2012 – Spektakl' okončen
- 2012 – Net
- 2013 – Navek
- 2014 – Immortal Feeling
- 2014 – Šagaj
- 2014 – Day
- 2015 – A Million Voices
- 2015 – Ja ne budu
- 2016 – Golos (con Basta)
- 2016 – Tancuj so mnoj
- 2017 – Dramy bol'še net
- 2017 – Obezoružena
- 2018 – Melanholija
- 2019 – Angely v tance

## Filmografija
Polina je številnim filmov napisala naslovno pesem oziroma zaključno pesem, velikokrat pa je posodila glas v različnih risankah. Leta 2013 in 2018 je bila igralka v filmu Заповедник (Naravni rezervat) in Саша Белый (Saša Beli).
| Leto | Naslov                                                | Vloga                              |
| ---- | ----------------------------------------------------- | ---------------------------------- |
| 2007 | Дочки-матери ("Mati in hči")                          | Izvedena naslovna pesem            |
| 2012 | Катина любовь ("Katina ljubezen")                     | Izvedena naslovna pesem            |
| 2012 | Hotel Transilvanija                                   | Mavis (ruska izvedba-glas)         |
| 2013 | Саша Белый ("Sasha Bely")                             | Ona                                |
| 2014 | Legende iz Oza: Dorothyjeva vrnitev                   | Dorothy Gale (ruska izvedba-glas)  |
| 2015 | Одной левой ("Samo z levo roko")                      | Sofi                               |
| 2015 | Hotel Transilvanija 2                                 | Mavis (ruska izvedba-glas)         |
| 2016 | The Good Boy                                          | Izvedena zaključna pesem           |
| 2017 | Richard Stork                                         | Olga (ruska izvedba-glas)          |
| 2017 | My Little Pony - The Movie                            | Storm (ruska izvedba-glas)         |
| 2018 | Duck Duck Goose                                       | Lily (ruska izvedba-glas)          |
| 2018 | Hotel Transilvanija 3: Poletne počitnice              | Mavis (ruska izvedba-glas)         |
| 2018 | Заповедник ("Naravni rezervat")                       | Ona                                |
| 2022 | Элинор так замечательно ("Elinor se sprašuje, zakaj") | Elinor; Oliva (ruska izvedba-glas) |